# Olios detritus
Olios detritus là một loài nhện trong họ Sparassidae.
Loài này thuộc chi Olios. Olios detritus được Carl Ludwig Koch miêu tả năm 1845.